# モバイル決済推進協議会
モバイル決済推進協議会（モバイルけっさいすいしんきょうぎかい、Mobile Payment Promotion Association(MOPPA)）は、非接触・モバイル決済スキームの普及を目指す団体である。

## 概要
非接触・モバイル決済スキームの普及を目指している。協議会としては、株式会社ジェーシービー(JCB)及びイオンクレジットサービス株式会社(ACS)が開発したQUICPayを推奨している。
2011年9月末をもって、約6年間にわたる活動を終了した。また公式サイトについては、中の詳細情報を閲覧することはできなくなった。

## QUICPay
QUICPayは、協議会が推奨する非接触・モバイル決済スキームである。JCB及びACSが開発し、JCBは2005年4月4日にサービスを開始しているが、ACSはサービスを開始していない（2011年10月22日現在）。なお、イオンの店頭レジでは2010年2月中旬からQUICPayを使って決済できるようになっている。

## 会員
2010年10月30日現在の会員の数は、68である。

### 理事会員
- イオンクレジットサービス株式会社
- 株式会社オリエントコーポレーション
- 株式会社クレディセゾン
- KDDI株式会社
- 株式会社ジェーシービー
- 株式会社ジェイティービー
- 株式会社ジャックス
- 株式会社セディナ
- 株式会社セブン・カードサービス
- ソフトバンク株式会社
- トヨタファイナンス株式会社
- 三菱UFJニコス株式会社
- ユーシーカード株式会社

### 一般会員（理事会員を除く）
- 株式会社アプラス
- American Express International, Inc.
- 出光クレジット株式会社
- 株式会社ウィルコム
- NECインフロンティア株式会社
- 協同組合エヌシー日商連
- オムロン株式会社
- オリックス株式会社
- カシオ計算機株式会社
- 京セラ株式会社
- 共同印刷株式会社
- グローリー株式会社
- サクサ株式会社
- サンデン株式会社
- 株式会社ジー・ピー・ネット
- ソニー株式会社
- 株式会社ソニーファイナンスインターナショナル
- 大日本印刷株式会社
- 株式会社デンソーウェーブ
- 株式会社東芝
- 東芝テック株式会社
- 凸版印刷株式会社
- 豊田通商株式会社
- 株式会社トランザクション・メディア・ネットワークス
- 株式会社トランスメディアGP
- 株式会社日専連
- 株式会社日本カードネットワーク
- 日本電気株式会社
- 日本ヒューレット・パッカード株式会社
- 株式会社日本ポイントアネックス
- 日本ユニシス株式会社
- 株式会社野村総合研究所
- パナソニックシステムソリューションズジャパン株式会社
- 日立オムロンターミナルソリューションズ株式会社
- フェリカネットワークス株式会社
- 富士通フロンテック株式会社
- 富士電機リテイルシステムズ株式会社
- 二葉計器株式会社
- ポケットカード株式会社
- 矢崎総業株式会社
- 株式会社UCS
- 株式会社ゆめカード
- 楽天KC株式会社

### 特別会員
- 全日本空輸株式会社
- トヨタ自動車株式会社
- 日産自動車株式会社
- 株式会社日本航空インターナショナル
- 楽天Edy株式会社
- MasterCard Worldwide